# Самчук, Улас Алексеевич

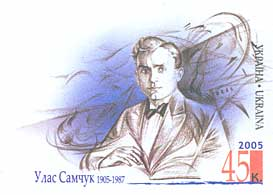
Улас Самчук на оригинальной почтовой марке Украины

Ула́с Алексе́евич Самчу́к (укр. Самчук Улас Олексійович; 20 февраля 1905, с. Дермань, Волынская губерния — 9 июля 1987, Торонто, Канада) — украинский прозаик, журналист и публицист. Творчество Самчука было широко известно в украинской диаспоре, однако лишь в конце XX века стало возвращаться на Украину.

## Биография

Памятник Уласу Самчуку в Ровно

Родился в семье зажиточных крестьян. В 1913 году семья переехала в с. Тилявку, однако сохранила связь с тем селом, где они проживали раньше. В 1917—1920 гг. Самчук обучался в 4-классной высше-начальной школе при Дерманской Св. Феодоровской учительской семинарии. В 1921—1925 годах — в Кременецкой украинской смешанной частной гимназии им. Ивана Стешенко.
По окончании гражданской войны большая часть Волыни вошла в состав Польши. Не успев окончить гимназии, в 1925 Самчук был принудительно мобилизован в Войско Польское. Служил в гарнизоне г. Тарнова. 23 августа 1927 г. дезертировал и бежал в Германию. Там работал в г. Бойтен батраком у местного жителя, развозил железные заготовки. С 1927 г. обучался в университете г. Бреслау (сейчас — Вроцлав). У него сложились дружеские отношения с немцем Германом Блюме, который спонсировал его обучение, а его мать обучила его немецкому языку. Позднее Самчук встретил Блюме уже после начала войны — Блюме руководил гражданской полицией рейхскомиссариата Украина, и по его ходатайству в 1942 г. Самчук был освобождён из-под ареста.

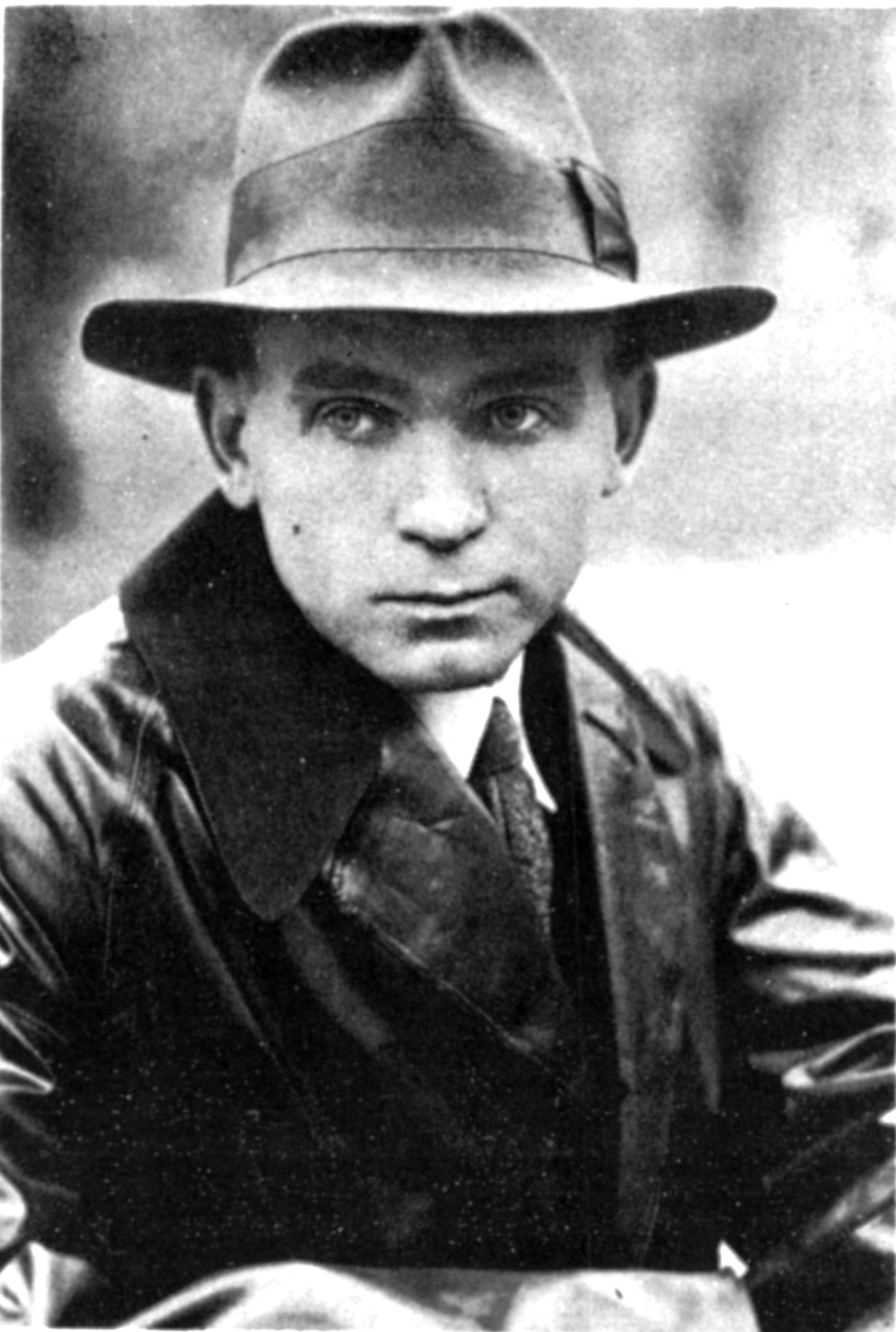
Улас Самчук, фото, 1920 гг.

С 1925 Самчук начал печатать свои рассказы в журнале «Духовна Бесіда» в Варшаве, позднее — в журнале «Літературно-науковий вісник» и др. Рассказы были изданы отдельным сборником «Віднайдений рай» (Вновь обретённый рай) в 1936 г.
В 1929 г. переезжает в Чехословакию, обучается в Украинском свободном университете в Праге. И хоть ему так и не удалось окончить ни один из вузов, в которых он учился, но тем не менее Самчук занимался самообразованием, самостоятельно овладел немецким, польским, чешским, русским, в меньшей степени французским языками.

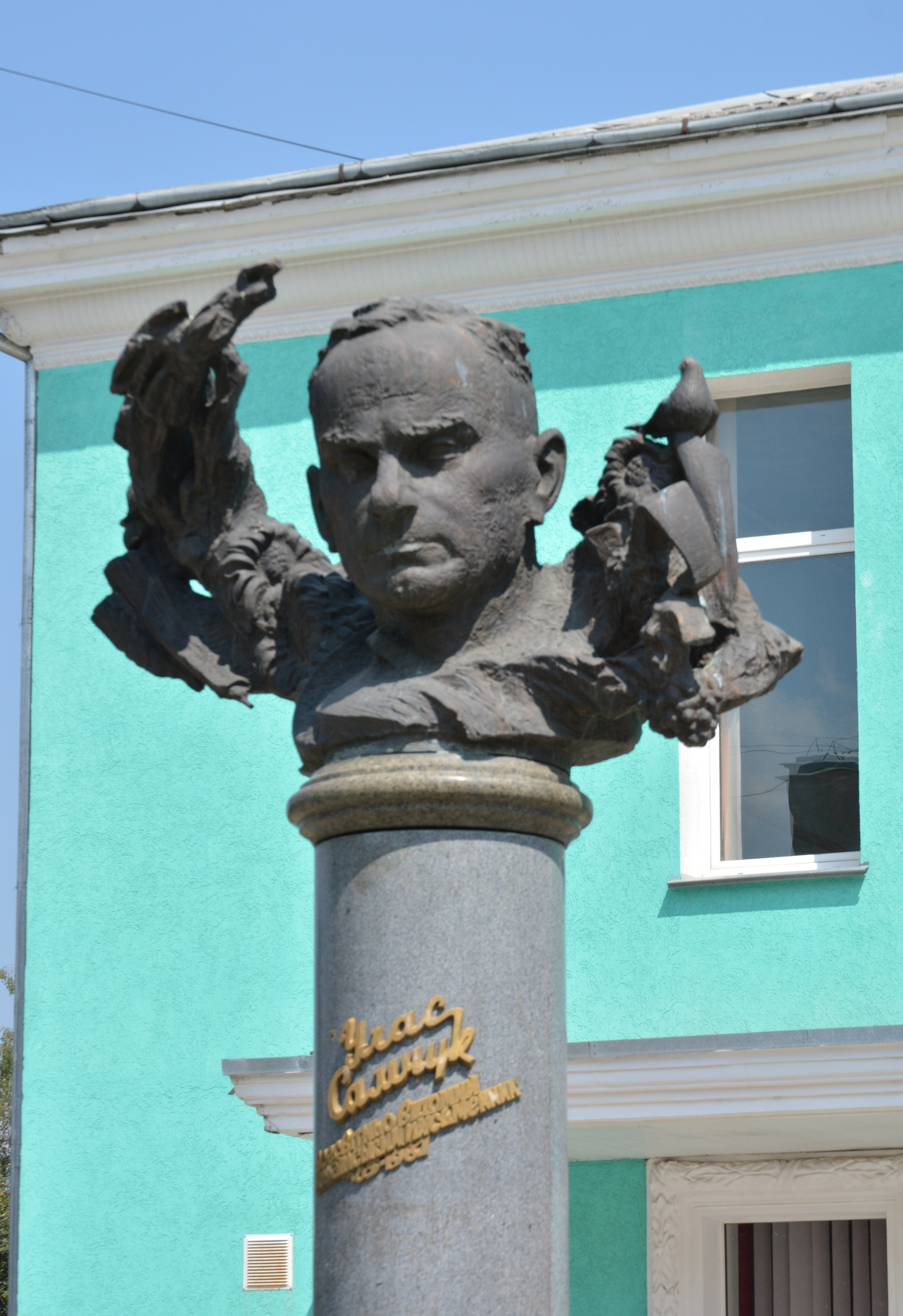
Памятник Уласу Самчуку в Здолбунове

В Чехословакии он жил с 1929 по 1941 г. В это время Прага была одним из центров украинской культурной жизни. Здесь он познакомился с видными культурными деятелями, которые в той или иной мере симпатизировали ОУН или даже входили в её состав — среди них писатель Александр Олесь, его сын — видный деятель ОУН Олег Ольжич, Спиридон Черкасенко, Олекса Стефанович, Степан Смаль-Стоцкий, Дмитрий Дорошенко и др. Самчук входил в состав украинского Студенческого академического общества, а когда в 1937 г. по инициативе Евгения Коновальца в Праге была создана культурная референтура Правления ОУН, её возглавил друг Самчука — Олег Ольжич, а сам Самчук возглавил Секцию деятелей искусства, писателей и журналистов. В 1938—1939 годах он активно участвовал в борьбе за независимость Закарпатья (Карпатская Украина), вступив в военную организацию «Карпатская Сечь». После оккупации края схвачен венграми и заключён в тюрьму, но сбежал оттуда и вернулся в Прагу.
В 1941 году в составе одной из Походных групп ОУН (сторонников Андрея Мельника) Самчук прибыл в Ровно, которое стало административным центром созданного немцами Рейхскомиссариата Украина. Был главным редактором газеты «Волынь» до марта 1942 г. Публикации Самчука отличались политической ориентацией на нацистскую Германию, как единственного союзника Украины. А сам автор в своих антисемитских публикациях указывал на то, что «главным врагом украинского народа есть московско-жидовский большевизм».
После публикации статьи «Так було — так буде» 22 марта 1942, расцененной СД как антинемецкая, он был арестован, но вскоре по многочисленным ходатайствам был освобождён. После освобождения работал репортёром в агентстве «Deutscher Nachrichtendienst» (Немецкая служба новостей).
Самчук имел довольно широкий круг знакомств в оккупационной администрации, совершил ряд поездок по всей территории оккупированной Украины, впечатления от которых он описал в своих публикациях. Многие из его впечатлений времён оккупации описаны в романах «Чего не излечит огонь» и «ОСТ».
В 1944—1948 жил в Третьем рейхе, затем в ФРГ, был одним из основателей и председателем литературной организации МУР. В 1948 переехал в Канаду, основал издательство «Слово» (1954).

## Литературное творчество

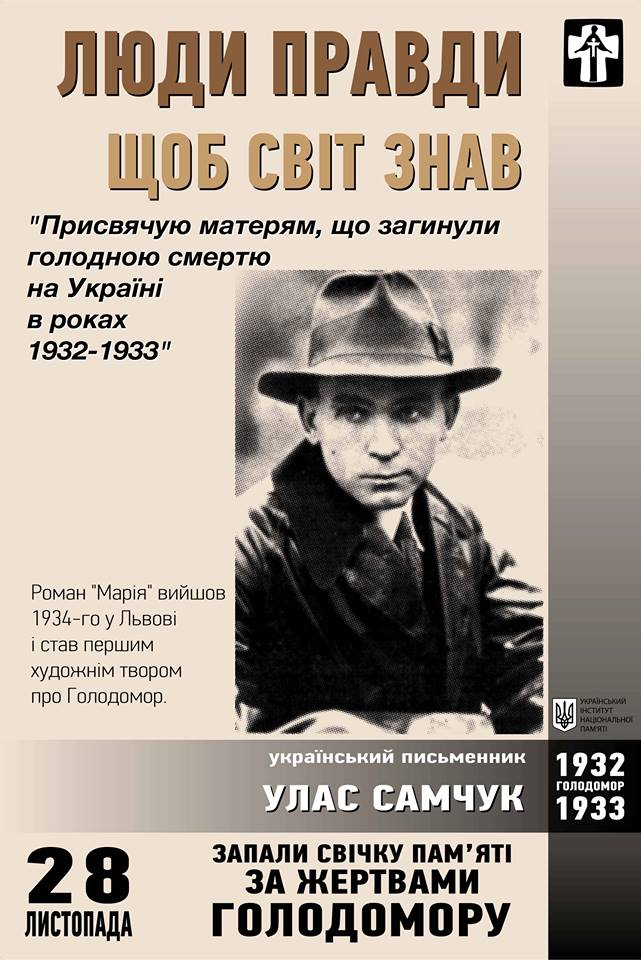

Первый рассказ «На старих стежках» (На старых тропинках) Самчук опубликовал в 1926 г. в варшавском журнале «Наша бесіда», а с 1929 г. постоянно сотрудничал с журналами «Літературно-науковий вісник», «Дзвони» (Львов), «Самостійна думка» (Черновцы), «Розбудова нації» (Берлин), «Сурма».
Наиболее известное из его произведений — трилогия «Волинь» (I—III, 1932—1937), где выведен собирательный образ молодого украинца конца 1920-х — начала 1930-х гг. в поиске национальной самоидентификации. Идеи романа продолжены в повести «Кулак» (1932).
В романе «Мария» (1934) писатель обращается к теме массового голода на украинских землях в 1932—1933 гг., в романе «Гори говорять» (1934) — борьба гуцулов против венгерских захватчиков на Закарпатье.
В послевоенные годы пишет сюжетное продолжение романа «Волинь» — роман-хронику «Юність Василя Шеремети» (I—II, 1946-47). В неоконченной трилогии «Ост» («Морозів хутір» (1948), «Темнота» (1957)) изображены украинцы в период оккупации и в послевоенный советский период. Роман «Чого не гоїть вогонь» (1959) посвящён борьбе УПА, роман «На твердій землі» (1967) — жизни украинских эмигрантов в Канаде.
Автор воспоминаний о второй мировой войне — «П’ять по дванадцятій» (1954), «На білому коні» (1956).
По утверждению литературоведа Мирослава Шкандрия, в произведениях Уласа Самчука не было такого антисемитизма, как в книгах его украинских современников Василия Пачовского и Спиридона Черкасенко.

## Сочинения
- Волинь (1932—1937)
- Кулак (1932)
- Гори говорять (1934)
- Марія (1934)
- Юність Василя Шеремети (1946—1947)
- Морозів хутір (1948)
- Темнота (1957)
- Втеча від себе
- Нарід чи чернь?
- П’ять по дванадцятій (1954)
- На білому коні (1956)
- На коні вороному
- Чого не гоїть огонь (1959) — Чего не излечит огонь
- Куди тече та річка? — Куда течёт та речка?
- На твердій землі (1967)
- Планета Ді-Пі — Планета Ди-Пи (роман о «перемещённых лицах»)